# Estació de Sirkeci
L'estació de Sirkeci és una estació central dels Ferrocarrils Estatals turcs (TCDD) a Sirkeci, barri del districte Fatih, a la part europea d'Istanbul, Turquia. Els trens internacionals, domèstics i regionals que circulen cap a l'oest marxen d'aquesta estació que s'inaugurava com l'estació terminal de l'Orient Express.